# Bezirk Ledeč
Der Bezirk Ledeč (auch Ledetsch, tschechisch: Okresní hejtmanství Ledeč) war ein Politischer Bezirk im Königreich Böhmen. Der Bezirk umfasste Gebiete in Mittelböhmen in den heutigen regionen Kraj Vysočina bzw. Středočeský kraj (Okres Havlíčkův Brod bzw. Okres Benešov). Sitz der Bezirkshauptmannschaft war die Stadt Ledeč. Das Gebiet gehörte seit 1918 zur neu gegründeten Tschechoslowakei und ist seit 1993 Teil Tschechiens.

## Geschichte
Die modernen, politischen Bezirke der Habsburgermonarchie wurden 1868 im Zuge der Trennung der politischen von der judikativen Verwaltung geschaffen.
Der Bezirk Ledeč wurde 1868 aus den Gerichtsbezirken Unterkralowitz (tschechisch: soudní okres Dolní Kralovice) und Ledeč (Ledeč) gebildet.
Im Bezirk Ledeč lebten 1869 50.999 Personen, wobei der Bezirk ein Gebiet von 11,4 Quadratmeilen und 77 Gemeinden umfasste.
1900 beherbergte der Bezirk 48.951 Menschen, die auf einer Fläche von 651,76 km² bzw. in 79 Gemeinden lebten.
Der Bezirk Ledeč umfasste 1910 eine Fläche von 651,75 km² und beherbergte eine Bevölkerung von 49.839 Personen. Von den Einwohnern hatten 1910 49.790 Tschechisch und 16 Deutsch als Umgangssprache angegeben. Weiters lebten im Bezirk 33 Anderssprachige oder Staatsfremde. Zum Bezirk gehörten zwei Gerichtsbezirke mit insgesamt 84 Gemeinden bzw. 152 Katastralgemeinden.